# Каратоган (Райымбекский район)
Каратоган (каз. Қаратоған) — село в Райымбекском районе Алматинской области Казахстана. Входит в состав Жамбылского сельского округа. Находится примерно в 18 км к юго-востоку от села Нарынкол, административного центра района, на высоте 1962 метров над уровнем моря. Код КАТО — 195839200.

## Население
В 1999 году население села составляло 1099 человек (569 мужчины 530 женщин). По данным переписи 2009 года, в селе проживало 1252 человека (644 мужчины и 608 женщин).

## Топографические карты
- Лист карты K-44-41 Нарынкол. Масштаб: 1 : 100 000. Издание 1974 г.